# Петропольский сельский совет (Харьковская область)
Петропольский сельский совет — входит в состав Шевченковского района Харьковской области Украины.
Административный центр сельского совета находится в селе Петрополье.

## История
- 1974 — дата образования.

## Населённые пункты совета
- село Петрополье
- село Гроза
- село Колесниковка
- село Максимовка
- село Александровка
- село Алексеевка
- село Самарское
- село Ставище
- село Сумское

### Ликвидированные населённые пункты
- село Веселое
- село Вишневое